# Moroda, Arad
Moroda este un sat în comuna Seleuș din județul Arad, Crișana, România.

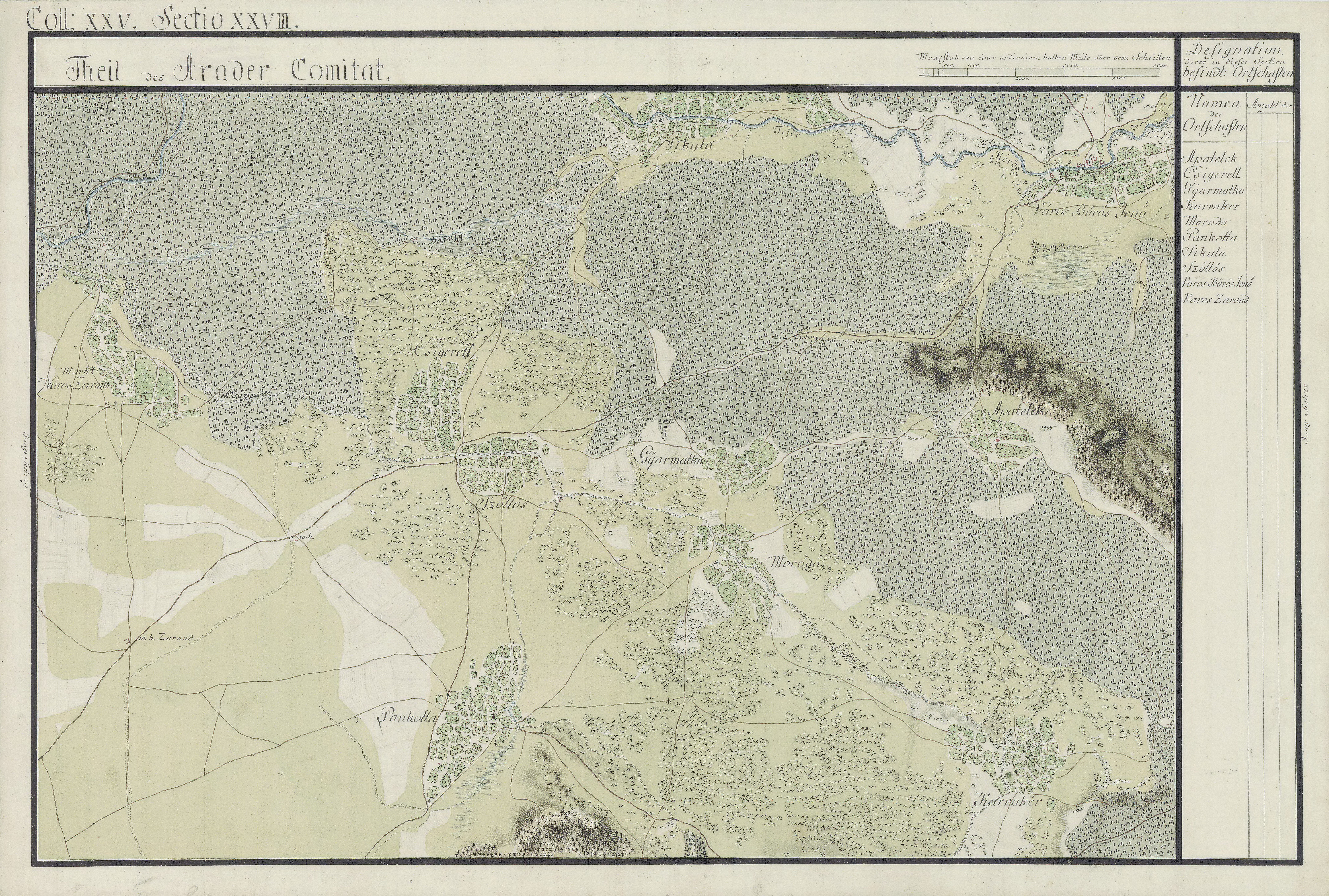
Moroda în Harta Iozefină a Comitatului Arad, 1782-85